# アイゼンメンゲル症候群
アイゼンメンゲル症候群（アイゼンメンゲルしょうこうぐん、アイゼンメンジャー症候群、英 Eisenmenger's syndrome）はシャントの右側が左側より血圧が高いことにより、チアノーゼを生じる重大な右左シャントを伴う心不全。ウィーンの医師Victor Eisenmengerにより1897年報告された。

## 概要
肺血流が増加する疾患が原因で肺高血圧が進行し、肺動脈の不可逆的閉塞が進行して肺血流が増加しなくなる病態。左右シャントがある疾患では逆に右左シャントとなり、チアノーゼが生じる。

## 原因
肺高血圧によって肺動脈の内皮細胞が障害され、血清成分が侵入してエラスターゼが活性化されて平滑筋が肥厚すると考えられている。

## 症状
心不全に伴う症状のほか、喀血や胸痛、チアノーゼなどを生じる。

## 検査
胸部X線
肺動脈の突出が見られる。
心電図
右室肥大のみを認める。
心エコー
肺動脈の幅が正常より増大している。
心臓カテーテル
左右シャントを認める。

## 治療
アイゼンメンゲル化した時点で原疾患への手術適応がなくなり、完治には心肺同時移植が必要となる。肺高血圧に対し酸素投与や亜硝酸剤、カルシウム拮抗薬などが用いられる。